# Masacre de Mopti
La masacre de Mopti ocurrió el 3 de diciembre de 2021, cuando hombres armados no identificados atacaron un autobús en la región de Mopti, en el centro de Malí, disparando contra sus ocupantes y prendieron fuego, ocasionando la muerte a 31 civiles e hiriendo a 17. La mayoría de los pasajeros eran mujeres que viajaban desde Songo-Doubacoré a un mercado en Bandiagara.

## Descripción
Según el alcalde local de Bankass, durante la masacre, los insurgentes cortaron los neumáticos, procedieron a matar a tiros a los civiles y luego prendieron fuego al autobús. Las autoridades malienses enviaron un grupo de agentes de seguridad del Estado a la escena del crimen, donde encontraron 25 cuerpos quemados en el maletero del vehículo.
La masacre ocurrió el mismo día en que los rebeldes islamistas atacaron un convoy en la región, matando a dos cascos azules de las Naciones Unidas. Dos días después, militantes desconocidos bombardearon dos campos de la ONU en Gao. Los ataques ocurrieron durante una reciente insurgencia entre rebeldes islamistas en África Occidental.

## Respuestas
El presidente Assimi Goita ordenó que todas las banderas del país ondearan a media asta del domingo al martes, durante el cual Mali celebraría tres días de luto nacional.
El portavoz del Departamento de Estado de los Estados Unidos, Ned Price, condenó el ataque y expresó que Estados Unidos ofrece su "más sentido pésame al pueblo maliense y continuar colaborando con él en su búsqueda de un futuro seguro, próspero y democrático".